# Painswick
Painswick is een stadje en civil parish in Gloucestershire in de Cotswolds.
Oorspronkelijk groeide de stad door de wolhandel, maar het is nu het best bekend voor zijn parochiekerk met taxusbomen en de lokale Rococo Garden. De stad is voornamelijk gebouwd uit lokaal ontgonnen Cotswoldsteen. Veel van de gebouwen hebben zuiders gerichte zolderkamers, ooit gebruikt als atelier door de wevers.
Painswick is gelegen op een heuvel in het district Stroud, met uitzicht op de Stroud-valleien. De smalle straatjes en traditionele architectuur maken dat het de belichaming is van een Engels dorp. Er ligt een golfbaan in de buurt van Beacon Painswick.
In de IJzertijd was er een nederzetting in het gebied. Daarvan getuigt het defensief grondwerk bij Painswick Beacon. Vanop deze heuvel heeft men trouwens een ruim uitzicht over de Severn Vale geeft.
Het plaatselijke klooster, Prinknash Abbey, werd opgericht in de 11de eeuw.

## De anglicaanse parochiekerk van Saint Mary
Het schip en de toren werden gebouwd omstreeks 1480. Rond 1550 had de kerk haar huidige vorm. De torenspits werd slechts in 1632 gebouwd. De kerk bleef in deze vorm tot de Engelse Burgeroorlog toen het werd bezet door parlementariërs in 1644. De royalisten konden de stad maar na zware gevechten heroverden. Men vindt nog merken van kogels en kanonballen op de kerktoren. De kerk werd ernstig beschadigd door brand.
In 1657 werd een galerij toegevoegd aan de noordelijke beuk. In 1740 werd de zuidelijke beuk gebouwd met een galerij erboven. Een westelijke galerij werd toegevoegd in 1840. In 1877 werd de kerk gerestaureerd door openbare inschrijving. De doopvont die dateert uit 1661. Het koninklijk wapen boven de toegangspoort is van Willem IV.
Op het kerkhof staat een unieke collectie van koffergraven en monumenten die er vanaf het begin van de 17e eeuw geplaatst werden. Ze werden door plaatselijke ambachtslieden in lokale steen uitgehouwen. Het kerkhof, met zijn graven en taxus, werd beschreven als het fraaiste kerkhof in Engeland.
Er werd gezegd dat niet meer dan 99 taxusbomen kunnen groeien op het kerkhof van Painswick en dat de honderdste altijd zou worden uitgetrokken door de duivel. Bij een recente telling bleken er 103 taxusbomen te staan.

## (Ex-)inwoners
- Bill Slater (1917-2016), Australisch biochemicus
- Hugh McGregor Ross (1917-2014), informaticus